# Schönhagen (Extertal)
Schönhagen ist eine Streusiedlung in Ostwestfalen-Lippe mit 227 Einwohnern (Stand 31. Dezember 2023). Sie ist der zweitkleinste Ortsteil der Gemeinde Extertal im Kreis Lippe in Nordrhein-Westfalen.

## Lage und Beschreibung
Der Ort liegt im Osten der 1969 durch das Lemgo-Gesetz neu gegründeten Gemeinde Extertal im südlichen Weserbergland orografisch links, d. h. südlich der Weser und war bis dahin eine eigenständige Gemeinde. Er liegt auf einer Höhe zwischen etwa 150–370,6 Metern über Normalnull an der Grenze zu Niedersachsen. Eine Besonderheit weist das Dorf Reine auf, durch das die Landesgrenze zwischen beiden Bundesländern verläuft. Westlich der Ortslage beim benachbarten Ortsteil Bösingfeld, dem Verwaltungssitz der Gemeinde, befindet sich der Flusslauf der Exter. 
Hameln liegt etwa 14 Kilometer östlich, Rinteln 15 Kilometer nördlich und Lemgo 18 Kilometer südwestlich.

## Geschichte

### Ortsname
Schönhagen wird erstmals 1348 als Schonenhaghen schriftlich erwähnt.
Folgende Schreibweisen sind im Laufe der Jahrhundert ebenfalls belegt: Schonhagenn (1535, im Landschatzregister), Schonhagen (1545, im Landschatzregister), Schonhagen (1590, im Landschatzregister), Schönhagen (1614, im Salbuch), Schonhagen (1618, im Landschatzregister) sowie Schönhagen (ab etwa 1758).

### 20. Jahrhundert
Am 1. Januar 1969 wurde die bis dahin selbständige Gemeinde Schönhagen in die neue Gemeinde Extertal eingegliedert. Kleinere Gebiete der Gemeinde Schönhagen wurden 1969 nach Barntrup umgegliedert, wo sie aber nach Maßgabe der Hauptsatzung keinen eigenen Ortsteil bilden.

### Einwohnerentwicklung
| Jahr      | 1860 | 1939 | 1962 | 2016 |
| Einwohner | 554  | 372  | 487  | 203  |
| --------- | ---- | ---- | ---- | ---- |

## Infrastruktur
Durch den Ortsteil führt der Verlauf der Landesstraße NRW 861, die westlich bei Bösingfeld einen Anschluss an die Extertalstraße besitzt. Diese stellt eine Verbindung zwischen den Städten Barntrup und Rinteln durch das Extertal her. Fast parallel zur Straße verläuft auch die heute nur noch touristisch genutzte Extertalbahn. Bei Bösingfeld befand sich eine Bahnstation an dieser Eisenbahnstrecke.
Auch wenn die Ortschaft noch ländlich geprägt ist, so spielen heute die Land- und Forstwirtschaft kaum noch eine nennenswerte Rolle. Im Tourismusbereich gibt es einen Campingplatz.
Als Sehenswürdigkeit ist das Gut Schönhagen zu nennen. Wenige Kilometer nördlich auf dem „Rintelschen Hagen“ im Ortsteil Rott befinden sich Reste der Wallanlagen der Uffoburg, einer frühmittelalterlichen Burganlage.